# Rio de Janeiros hamn

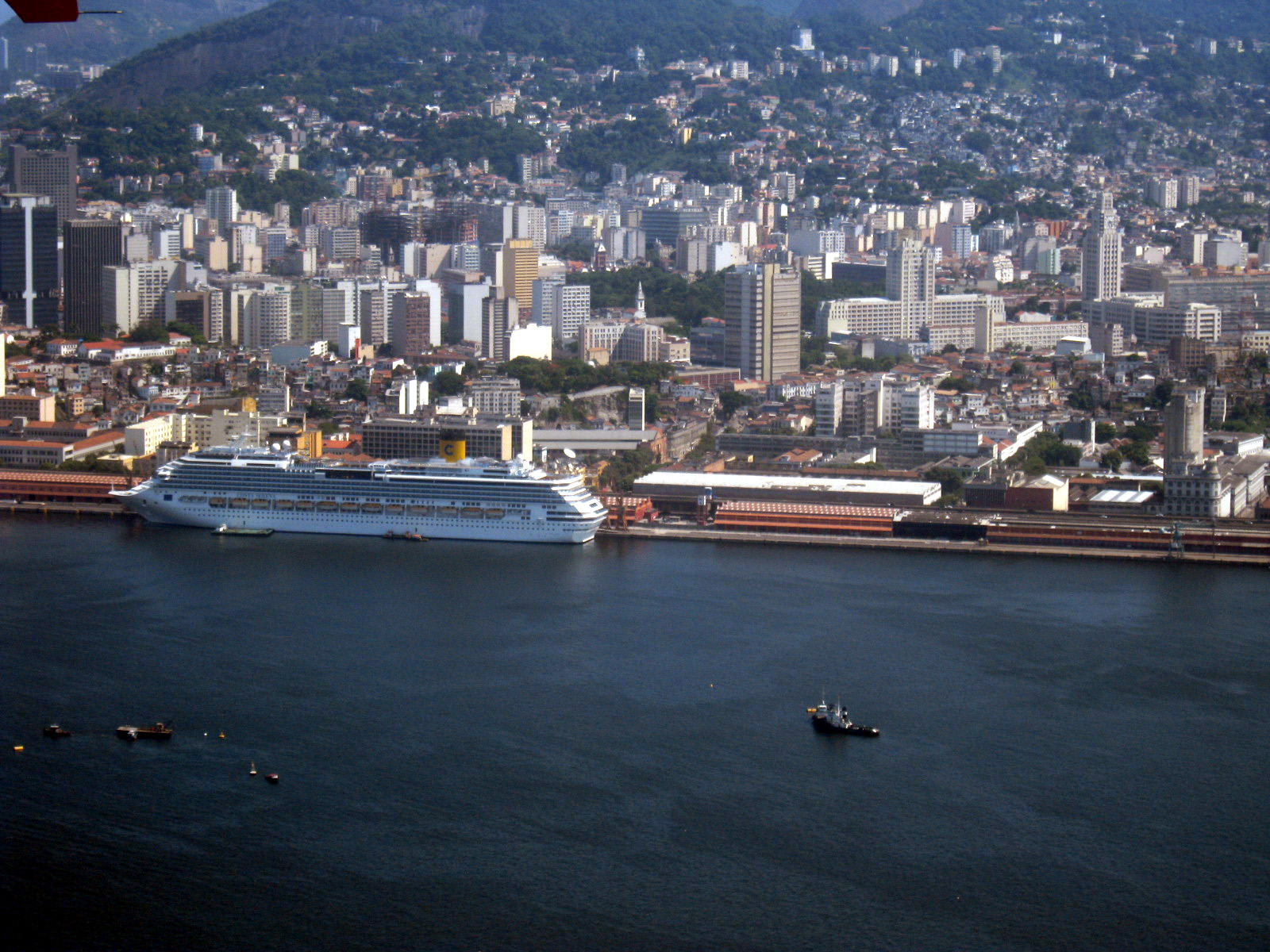
Rio de Janeiros hamn i februari 2011.

Rio de Janeiros hamn (portugisiska: Porto do Rio de Janeiro) ligger vid Guanabarabuktens västra strand, och administreras av Companhia Docas do Rio de Janeiro. Den är under 2000-talet den tredje mest aktiva hamnen i Brasilien. 